# Scopula perornata
Scopula perornata is een vlinder uit de familie spanners (Geometridae). De wetenschappelijke naam van deze soort is voor het eerst geldig gepubliceerd in 1905 door Thierry-Mieg.
De soort komt voor in tropisch Afrika.